# Deirdre Quinn
Deirdre Quinn (1973) es una actriz estadounidense, conocida por su papel como Miss Texas en la película de 2000 Miss agente especial.

## Biografía
Quinn creció a las afueras de Filadelfia, y es una graduada en la Germantown Academy. Se graduó en Teatro por el Lynchburg College y la Universidad de Nueva York. Es conocida por sus papeles como "Texas" Tina en la serie de televisión Héroes y como Miss Texas, la compañera de habitación de Sandra Bullock en la exitosa comedia, Miss agente especial (2000), así como por sus papeles en, Aces 'N' Eights, The Last Dance, The Diary of Ellen Rimbauer, CSI: Crime Scene Investigation y CSI: NY por nombrar unos pocos.
Quinn se casó con Brett Karns el 4 de abril de 2004. Su boda apareció en la edición de novias estadounidenses de verano de 2005 de la revista Inside Weddings. 